# 2018年冬季奥林匹克运动会肯尼亚代表团
2018年冬季奥林匹克运动会肯尼亚代表团是肯尼亚所派出的2018年冬季奥林匹克运动会代表团。这是该国时隔12年重返冬奥。

## 高山滑雪
曾参加过2016年冬季青年奥林匹克运动会的肯尼亚高山滑雪运动员薩布麗娜·西馬德达到了国际滑雪联合会所定下的奥运参赛资格标准成绩，得以首次参加冬奥。
| 运动员          | 项目         | 第一次  | 第一次 | 第二次 | 第二次 | 总计    | 总计 |
| 运动员          | 项目         | 时间    | 排名   | 时间   | 排名   | 时间    | 排名 |
| --------------- | ------------ | ------- | ------ | ------ | ------ | ------- | ---- |
| 薩布麗娜·西馬德 | 女子大曲道   | 1:23.27 | 59     | DNF    | DNF    | DNF     | DNF  |
| 薩布麗娜·西馬德 | 女子超大曲道 | 不適用  | 不適用 | 不適用 | 不適用 | 1:26.25 | 38   |